# Bisdom Pembroke
Het bisdom Pembroke (Latijn: Dioecesis Pembrokensis) is een rooms-katholiek bisdom met als zetel Pembroke, in Canada. Het bisdom is suffragaan aan het aartsbisdom Ottawa-Cornwall. 

## Geschiedenis
Het bisdom werd opgericht op 11 juli 1882, als het apostolisch vicariaat Pontiac, uit delen van de bisdommen Ottawa en Trois-Rivières en het aartsbisdom Saint-Boniface, en was suffragaan aan het aartsbisdom Quebec. Op 10 mei 1887 wisselde het van kerkprovincie en werd suffragaan aan het aartsbisdom Ottawa. Op 4 mei 1898 werd het verheven tot bisdom en nam de naam bisdom Pembroke. 

## Parochies
Het bisdom had in 2021 een oppervlakte van 20.000 km2 en telde 166.420 inwoners waarvan 49,1% rooms-katholiek was.

## Bisschoppen
- Narcisse Zéphirin Lorrain (14 juli 1882 - 18 december 1915)
- Patrick Thomas Ryan (5 augustus 1916 - 15 april 1937; hulpbisschop sinds 6 mei 1912)
- Charles Leo Nelligan (16 augustus 1937 - 19 mei 1945)
- William Joseph Smith (19 mei 1945 - 8 februari 1971)
- Joseph Raymond Windle (8 februari 1971 - 5 mei 1993; coadjutor sinds 23 januari 1969)
- Brendan Michael O’Brien (5 mei 1993 - 4 december 2000)
- Richard William Smith (27 april 2002 - 22 maart 2007)
- Michael Mulhall (30 juni 2007 - 28 maart 2019)
- Guy Desrochers (6 mei 2020 - 8 juli 2023)
- sedisvacatie

## Galerij van afbeeldingen

Wapen van het bisdom Pembroke
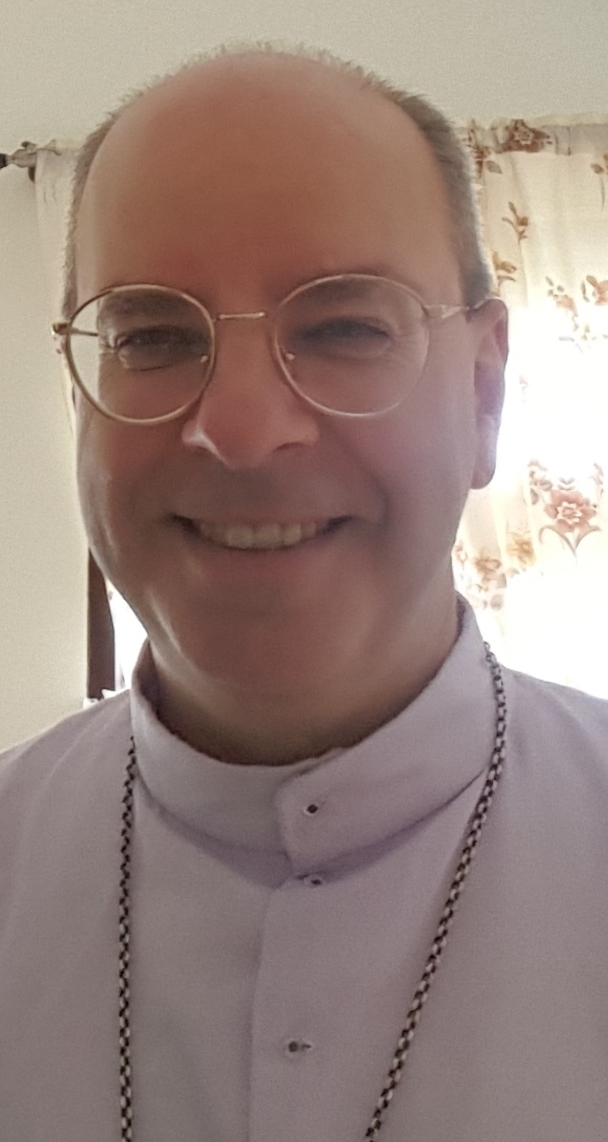
Aartsbisschop Michael Mulhall was van 2007 tot 2019 bisschop van Pembroke

Ottawa-Cornwall (aartsbisdom) · Hearst-Moosonee · Pembroke · Timmins